# Westlife
Westlife är ett pojkband från Republiken Irland, bildat 3 juli 1998. Gruppen har haft stora framgångar både i sitt hemland och i Storbritannien. Westlife var under en period även framgångsrika i Afrika, Australien och Asien.
Gruppen har haft fjorton förstaplaceringar på den brittiska singellistan mellan 1999 och 2006, på den har de bara överträffats av Elvis Presley, The Beatles och Cliff Richard. De är också den enda gruppen i singellistans historia som lyckats placera sig direkt på förstaplatsen med sina första sju singlar. De är ensamma om att ha vunnit 'Record Of The Year' i Storbritannien fyra gånger. Westlife har sålt omkring 40 miljoner album världen över och har sju multi-platinum album. Alla deras 23 släppta singlar har tagit sig in på topp 5 på den brittiska singellistan. Bandet har även vunnit Best Irish Pop Act på Irish Meteor Awards flera gånger. 18 mars 2009 vann Westlife ”Best Irish Pop Act” på Meteor Awards för åttonde gången i rad.

## Historik

### 1998–2003
Westlife bildades i juli 1998, med medlemmarna Shane Filan, Kian Egan, Mark Feehily, Nicky Byrne, och Brian McFadden.
Bandet kommer från staden Sligo på nordvästra Irland, där Filan, Egan, och Feehily hade vokalgrupp med namnet IOU, vilka släppte singeln "Together Girl Forever" tillsammans med tre andra. Bandets tre övriga medlemmar förlorade sina platser i bandet efter detta och vid en provsjungning i Dublin blev Nicky Byrne och Bryan McFadden medlemmar i bandet. När Nicky och Brian blev medlemmar så bytte gruppen namn till Westside. Snart fick de reda på att en amerikansk grupp redan hette så, och eftersom de ville slå igenom även där så ändrade de sitt namn till Westlife.
Shanes mamma kontaktade Louis Walsh och han skrev kontrakt med gruppen och blev deras manager. Då var han även manager åt ett annat av 1990-talets stora pojkband; Boyzone. Boyzones sångare Ronan Keating var co-manager under några år åt Westlife efter att Boyzone splittrats. Gruppen är även kontrakterad åt Simon Cowell (känd från bland annat American Idol och Britain's Got Talent)
Tidigare bestod bandet av de fem männen nämnda ovan men i mars 2004 meddelade bandmedlemmen Brian McFadden att han hoppade av för att kunna tillbringa mer tid med sin familj. Han startade sedan en solokarriär.

### 2004 och framåt
Westlife har sålt miljoner album världen över. I november 2004 släppte de ett album med massor av gamla låtar som förknippats med Rat Pack, bland andra Frank Sinatra.
De har vunnit det prestigefyllda Record of the Year fyra gånger i Storbritannien.
Westlife är omskrivna överallt, bland annat i samband med Fredrik Strages bok Fans, där det står om Sveriges största Westlife-fans, "Hamster Girls". Hamster Girls har även varit med i bland annat Veckorevyn, Tidningen City och MTV i samband med Westlife.
Gruppen uppträdde i semifinalen av Idol 2009 och framträdde även i fredspriskonserten i Oslo 2009.
Den 19 oktober 2011 blev det officiellt genom Twitter att bandet splittras efter deras "Farewell" turné som avslutas i Croke Park, Irland den 23 juni 2012.
Emellertid återförenades bandet 2018 och en ny skiva kommer att utges i november 2019, varpå följer en större turné.
I februari 2024 meddelar Mark Feehily att han hoppar av Westlife på grund av hälsoskäl.

## Diskografi

### Album
| År                    | Titel                                  | Listplaceringar                       | Släppta singlar från albumet                                                            |
| --------------------- | -------------------------------------- | ------------------------------------- | --------------------------------------------------------------------------------------- |
| 1999                  | Westlife                               | #2 UK, #129 USA, #15 AUS              | Swear It Again, If I Let You Go, Flying without Wings, Fool Again, Seasons in the Sun   |
| 2000                  | Coast to Coast                         | #1 UK, #40 AUS                        | My Love, What Makes a Man, I Lay My Love On you, Against All Odds, Uptown Girl          |
| 2001                  | World of Our Own                       | #1 UK                                 | When You're Looking Like That, Queen of My Heart, World of Our Own, Bop Bop Baby, Angel |
| 2002                  | Unbreakable - The Greatest Hits Vol. 1 | #1 UK, #66 AUS                        | Unbreakable, Miss You Nights, Tonight                                                   |
| 2003                  | Turnaround                             | #1 UK                                 | Hey Whatever, Mandy, Obvious                                                            |
| 2004                  | Allow Us to Be Frank                   | #3 UK                                 | Ain't That A Kick In The Head, Smile, Beyond The Sea                                    |
| 2005                  | Face to Face                           | #1 UK, #1 Australia (Platinum 70,000) | You Raise Me Up, When You Tell Me That You Love Me with Diana Ross, Amazing             |
| 2006                  | The Love Album                         | #1 UK                                 | The Rose, All Out of Love, Total Eclipse of Your Heart                                  |
| 2007                  | Back Home                              | #1 UK                                 | Home, Something Right, Us Against The World                                             |
| 2009                  | Where We Are                           | #1 IRL, #2 UK                         | What About Now                                                                          |
| 2010                  | Gravity                                | #? #?                                 | Safe                                                                                    |
| 2011 21 november 2011 | Greatest Hits vol. 2                   | #1 IRL #4 UK                          | Lighthouse, Beautiful World                                                             |
| 2019                  | Spectrum                               |                                       |                                                                                         |
| 2021                  | Wild dreams                            |                                       |                                                                                         |

### Singlar
| År/Datum   | Titel                                                | Listplaceringar                          | Information                                                                        |
| ---------- | ---------------------------------------------------- | ---------------------------------------- | ---------------------------------------------------------------------------------- |
| 1999-04-12 | Swear It Again                                       | #1 UK, #20 USA, #12 AUS                  | Första officiella singeln                                                          |
| 1999-08-09 | If I Let You Go                                      | #1 UK, #13 AUS                           | Andra officiella singeln                                                           |
| 1999-10-18 | Flying Without Wings                                 | #1 UK, #35 AUS                           | Tredje officiella singeln                                                          |
| 1999-12-06 | I Have A Dream / Seasons In The Sun                  | #1 UK                                    | Fjärde officiella singeln                                                          |
| 2000-03-17 | Fool Again                                           | #1 UK                                    | Femte officiella singeln                                                           |
| 2000       | My Private Movie                                     | - UK                                     | Endast släppt i Japan                                                              |
| 2000-09-18 | Against All Odds (feat. Mariah Carey)                | #1 UK                                    | Sjätte officiella singeln                                                          |
| 2000-10-31 | My Love                                              | #1 UK, #36 AUS, #1SWE                    | Sjunde officiella singeln                                                          |
| 2000-12-18 | What Makes A Man                                     | #2 UK                                    | Åttonde officiella singeln                                                         |
| 2001       | I Lay My Love On You                                 | - UK, #29 AUS                            | Endast släppt i Australien, SE, Asien och Europa                                   |
| 2001-02-26 | Uptown Girl                                          | #1 UK, #6 AUS                            | Nionde officiella singeln                                                          |
| 2001-11-05 | When You're Looking Like That                        | - UK, #19 AUS                            | Endast släppt i Australien och Europa                                              |
| 2001-11-05 | Queen Of My Heart                                    | #1 UK                                    | Tionde officiella singeln                                                          |
| 2002-02-18 | World Of Our Own                                     | #1 UK, #21 AUS, #1 Philippines           | Elfte officiella singeln                                                           |
| 2002-03-19 | Bop Bop Baby                                         | #5 UK, #1 Philippines                    | Tolfte officiella singeln                                                          |
| 2002-10-28 | Unbreakable                                          | #1 UK, #1 Philippines                    | Trettonde officiella singeln                                                       |
| 2003-03-24 | Tonight / Miss You Nights                            | #3 UK , #1 Philippines                   | Fjortonde officiella singeln                                                       |
| 2003-09-15 | Hey Whatever                                         | #4 UK, #3 Philippines                    | Femtonde officiella singeln                                                        |
| 2003-11-10 | Mandy                                                | #1 UK, #1 Philippines                    | Sextonde officiella singeln                                                        |
| 2004-02-23 | Obvious                                              | #3 UK , #1 Philippines                   | Sjuttonde officiella singeln                                                       |
| 2004-08-23 | Flying Without Wings (Live)                          | #1 UK Download Chart                     | Storbritannien officiell download                                                  |
| 2004-11-01 | Ain't That A Kick In The Head                        | #4 UK Download Chart, #1 Philippines     | Storbritannien Officiell download och endast släppt i Belgien / Asien Stilla Havet |
| 2004-12-19 | Beyond The Sea                                       | - UK (didn't chart)                      | Storbritannien officiell download                                                  |
| 2005-10-24 | You Raise Me Up                                      | #1 UK, #3 AUS (Platinum), #4 Philippines | Artonde officiella singeln                                                         |
| 2005-12-12 | When You Tell Me That You Love Me (feat. Diana Ross) | #2 UK, #13 Philippines                   | Nittonde officiella singeln                                                        |
| 2006-02-20 | Amazing                                              | #4 UK                                    | Tjugonde officiella singeln                                                        |
| 2006-10-?? | The Rose                                             | #1 UK                                    | Tjugoförsta officiella singeln                                                     |
| 2007-10-29 | Home                                                 | #3 UK                                    | Tjugoandra officiella singeln                                                      |
| 2008-??-?? | Us Against The World                                 | #3 UK                                    | Tjugotredje officiella singeln                                                     |
| 2009-10-25 | What about now                                       | ?                                        | Tjugofjärde officiella singeln                                                     |
| 2010-      | Safe                                                 | #?                                       | Tjugofemte officiella singeln                                                      |
| 2011-10-?  | Lighthouse                                           | #?                                       | Tjugosjätte officiella singeln                                                     |
| 2011-12-   | Beautiful World                                      | #?                                       | Tjugosjätte officiella singeln                                                     |
| 2019-01-10 | Hello My Love                                        |                                          | Första singeln efter deras comeback                                                |
| 2019-03-29 | Better Man                                           |                                          |                                                                                    |
| 2019-07-05 | Dynamite                                             |                                          |                                                                                    |

### DVD
| År/Datum   | Titel                                                       | Listplaceringar |
| ---------- | ----------------------------------------------------------- | --------------- |
| 1999-11-29 | The Westlife Story                                          | #3 UK           |
| 2000-11-27 | Coast To Coast - Up Close And Personal                      | #1 UK           |
| 2001-11-19 | Where Dreams Come True (Concert in Dublin)                  | -               |
| 2002-11-18 | Unbreakable - The Greatest Hits (Music Videos 1999 - 2002)  | -               |
| 2003-10-06 | Unbreakable - The Greatest Hits DVD (Concert in Manchester) | #1 UK           |
| 2004-11-15 | Turnaround Tour (Concert in Stockholm)                      | #2 UK           |
| 2005-11-14 | The Number Ones Tour (Concert in Sheffield)                 | #1 UK           |

## Turnéer
- 2001 - Dreams Come True Tour
- 2002 - World Of Our Own Tour
- 2003 - The Greatest Hits Tour
- 2004 - Turn Around Tour
- 2005 - The No 1's Tour
- 2006 - Face to Face Tour
- 2007 - The Love Tour
- 2008 - Back Home Tour
- 2010 - Where We Are Tour
- 2011 - Gravity Tour
- 2012 - Farewell Tour
- 2019 - Twenty Tour
- 2022-2024 - The Wild Dreams Tour